# شانه‌سرخس
شانه‌سرخس (نام علمی: Blechnum) نام یک سرده از راسته بسپایک‌سانان است.